# Dubrovačko-neretvanska županija
Dubrovačko-neretvanska županija najjužnija je hrvatska županija. Zbog granice s Bosnom i Hercegovinom kod Neuma podijeljena je na dva dijela – dubrovački i neretvanski. U svom sklopu ima gradove: Dubrovnik, Metković, Korčulu, Ploče i Opuzen.

## Zemljopis
Prostor Županije čine dvije osnovne funkcionalne i fizionomske cjeline: relativno usko uzdužno obalno područje s nizom pučinskih i bližih otoka (od kojih su najznačajniji Korčula, Mljet, Lastovo i grupa Elafitskih otoka), poluotoka Pelješca te prostor Donje Neretve s gravitirajućim priobalnim dijelom.
Prostor županije bio je prekinut kopnenim putem zbog državne granice s Bosnom i Hercegovinom sve do 2022. kada je ostatak županije spojen s ostatkom države putem Pelješkog mosta.
Obalna duljina je vrlo razvedena i varira od zaštićenih uvala s pjeskovitim plažama egzotične ljepote do otvorenom moru izložene strme obale s klifovima što ovu Županiju čini jednom od najljepših područja na Sredozemlju.
Područje Županije ima sve karakteristike sredozemne klime s klimatskim razlikama koje su posljedica postojanja visoke planinske barijere neposredno uz obalu, niza otoka i povremenih kontinentalnih utjecaja.

## Stanovništvo
Prema popisu stanovništva 2021. županija ima 115.564 stanovnika s prosječnom gustoćom naseljenosti od 64,89 stanovnika/km2.
| broj stanovnika | 63379 | 63292 | 69185 | 74708 | 83135 | 87665 | 86610 | 90577 | 88535 | 94812 | 99593 | 108131 | 115683 | 126329 | 122870 | 122568 | 115564 |
|                 | 1857. | 1869. | 1880. | 1890. | 1900. | 1910. | 1921. | 1931. | 1948. | 1953. | 1961. | 1971.  | 1981.  | 1991.  | 2001.  | 2011.  | 2021.  |

Etnički sastav 2021.: Hrvati 94,2 %, Bošnjaci 1,4 %, Srbi 1,2 % i drugi.

## Administrativna podjela
Županija je stvorena od predratnih općina Dubrovnik, Korčula, Lastovo, Metković i Ploče. Županija je podijeljena na 5 gradova i 17 općina.
| DubrovnikKorčulaMetkovićOpuzenPločeDubrovačko primorjeJanjinaKonavleKula NorinskaLastovoLumbardaMljetOrebićPojezerjeSlivnoSmokvicaStonTrpanjVela LukaZažabljeŽupa dubrovačkaclass=notpageimage\| Razmještaj gradskih () i općinskih središta () na zemljovidu Dubrovačko-neretvanske županije | |
| Gradovi | Općine |
| - Grad Dubrovnik - Grad Korčula - Grad Metković - Grad Opuzen - Grad Ploče | - Općina Blato - Općina Dubrovačko primorje (sjedište Slano) - Općina Janjina - Općina Konavle (sjedište Cavtat) - Općina Kula Norinska - Općina Lastovo - Općina Lumbarda - Općina Mljet (sjedište Babino Polje) - Općina Orebić - Općina Pojezerje (sjedište Otrić-Seoci) - Općina Slivno (sjedište Vlaka) - Općina Smokvica - Općina Ston - Općina Trpanj - Općina Vela Luka - Općina Zažablje (sjedište Mlinište) - Općina Župa dubrovačka (sjedište Srebreno) |

## Županijska uprava
Županijska uprava sastoji se od župana, županijske skupštine i županijskih upravnih odijela.

## Povijest
Prvi stanovnici ovog područja bili su Iliri, koji su se tu pojavili prije tri do četiri tisuće godina. Postupno su se doseljavali novi narodi; u 2. stoljeću prije Krista ove prostore počeli su naseljavati Rimljani, a u 4. i 5. stoljeću i stari Grci.
Veliki dio današnje Dubrovačko-neretvanske županije nekad je bio u sastavu Dubrovačke Republike. Nakon službenog ukidanja te države 1808., ovaj je prostor ušao u trojnu zajednicu Hrvatske, Dalmacije i Slavonije, a poslije toga bio u sastavu Austro-Ugarske do 1918.
Nakon Prvog svjetskog rata, ovo je područje najprije pripojeno Kraljevini Srba, Hrvata i Slovenaca, koja je poslije preimenovana u Kraljevinu Jugoslaviju. Godine 1939. prostor Dubrovačko-neretvanske županije ušao je u sastav Banovine Hrvatske, a 1941. postao je dio Nezavisne Države Hrvatske. Završetkom Drugog svjetskog rata, ovo je područje postalo sastavni dio Socijalističke Republike Hrvatske, koja je bila jedna od šest socijalističkih republika novoosnovane Socijalističke Federativne Republike Jugoslavije (SFRJ).
Dana 1. listopada 1991. Jugoslavenska narodna armija i četnici iz Crne Gore i istočne Hercegovine napadali su prostor Dubrovačko-neretvanske županije i zauzeli njen veći dio. Tijekom Domovinskog rata u Dubrovačko-neretvanskoj županiji spaljeno je i opljačkano 14 194 kuća.

## Gospodarstvo
Najznačajnija grana privrede u DNŽ je turizam. Prelijepi stari grad Dubrovnik i čisto more privlače milijune turista, pa je Dubrovnik s okolicom jedna od najomiljenijih destinacija turista iz svih krajeva svijeta.
U DNŽ je razvijeno i pomorstvo.
U Stonu se nalazi najstarija europska solana iz 14. stoljeća u kojoj se i danas bere i proizvodi sol na stari tradicionalan način.
Stanovnici doline Neretve i Konavala se bave zemljoradnjom i u manjoj mjeri stočarstvom.
Na Pelješcu i Korčuli najvažnije grane privrede su vinogradarstvo, prozivodnja autohtonih vrsta vina, maslinarstvo i brodogradnja.
Važna gospodarska grana u DNŽ je i vađenje te obrada kamena, uglavnom u Dubrovačkom primorju i Župi dubrovačkoj.

## Promet
Dubrovačko-neretvanska županija ja Jadranskom turističkom cestom prometno povezana sa Splitom i ostalim dijelovima Hrvatske. U tijeku je gradnja nove moderne autoceste cestovne oznake A1 od Splita, preko Šestanovca i Ploča do zračne luke Čilipi.
Ostale županijske prometnice su u jako lošem i derutnom stanju, poglavito Pelješka cesta. Izgađen je most Pelješac koji je spojio poluotok s ostatkom države.
Dubrovačko-neretvanska županija raspolaže s jednom međunarodnom zračnom lukom u Čilipima, 25 km istočno od Dubrovnika, a s ostatkom svijeta je povezana i međunarodnom pomorskom lukom Gruž u Dubrovniku.
Željeznicom je županija od Ploča preko Metkovića povezana sa susjednom Bosnom i Hercegovinom.

## Kultura
Prvi koncert Dubrovačke filharmonije održan je u Dubrovniku 13. travnja 1925. godine. Od toga dana filharmonija je redovit gost na Dubrovačkim ljetnim igrama. 
Kazalište Marina Držića izgrađeno je i otvoreno 1864. godine. Ansambl Linđo osnovan je 1965. godine. Muzeji u Dubrovniku su Pomorski muzej, Prirodoslovni muzej Biološkog instituta, Etnografski muzej itd.
Na Korčuli djeluje KUD Moreška.

## Znamenitosti
Najveća znamenitost DNŽ je Stari Grad Dubrovnik. Opasan velikim i dugim zidinama i prelijepim morem privlači turiste iz svih krajeva svijeta. Druga je znamenitost Ston, koji poslije Kineskog zida ima druge najduže zidine na svijetu, a koje se zbog ruševnog stanja obnavljaju. Grad Korčula je također jedna od znamenitosti DNŽ.

## Vanjske poveznice
- Službena stranica županije  Arhivirana inačica izvorne stranice od 24. veljače 2007. (Wayback Machine)

|  | Portal Hrvatske: pristup člancima s tematikom o Hrvatskoj |